# Pseudochondrostoma duriense
Northern straight-mouth nase (Pseudochondrostoma duriense) là một loài cá vây tia trong họ Cyprinidae.
Nó được tìm thấy ở Bồ Đào Nha và Tây Ban Nha.
Môi trường sống tự nhiên của nó là các con sông.
Nó bị đe dọa do mất môi trường sống.

## Hình ảnh

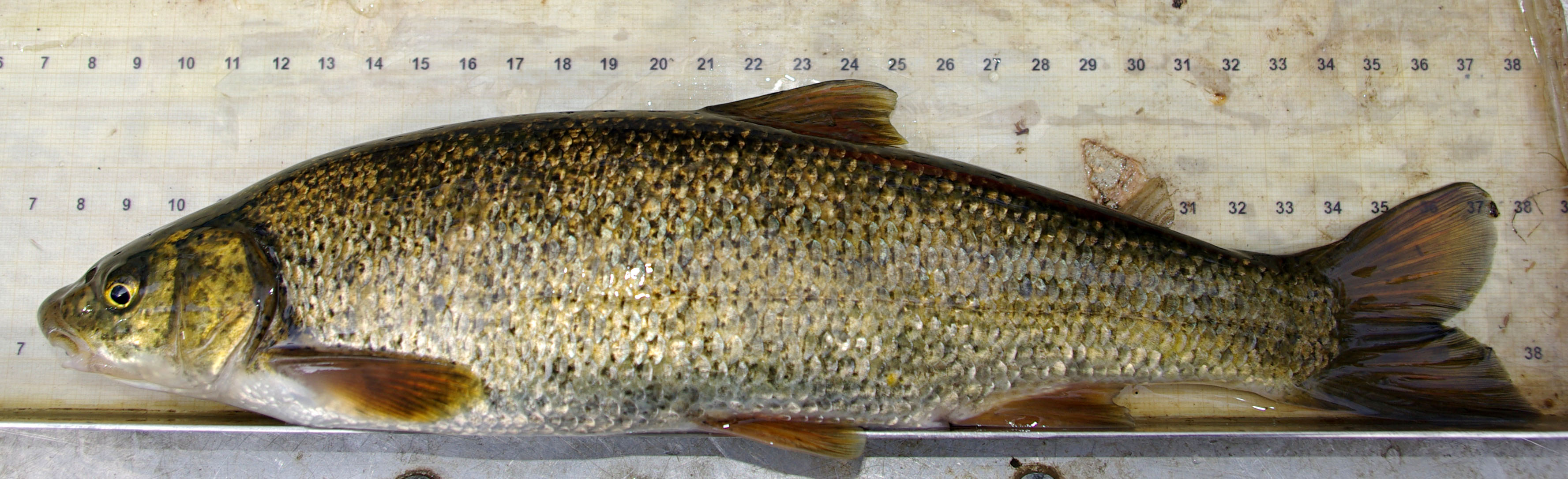
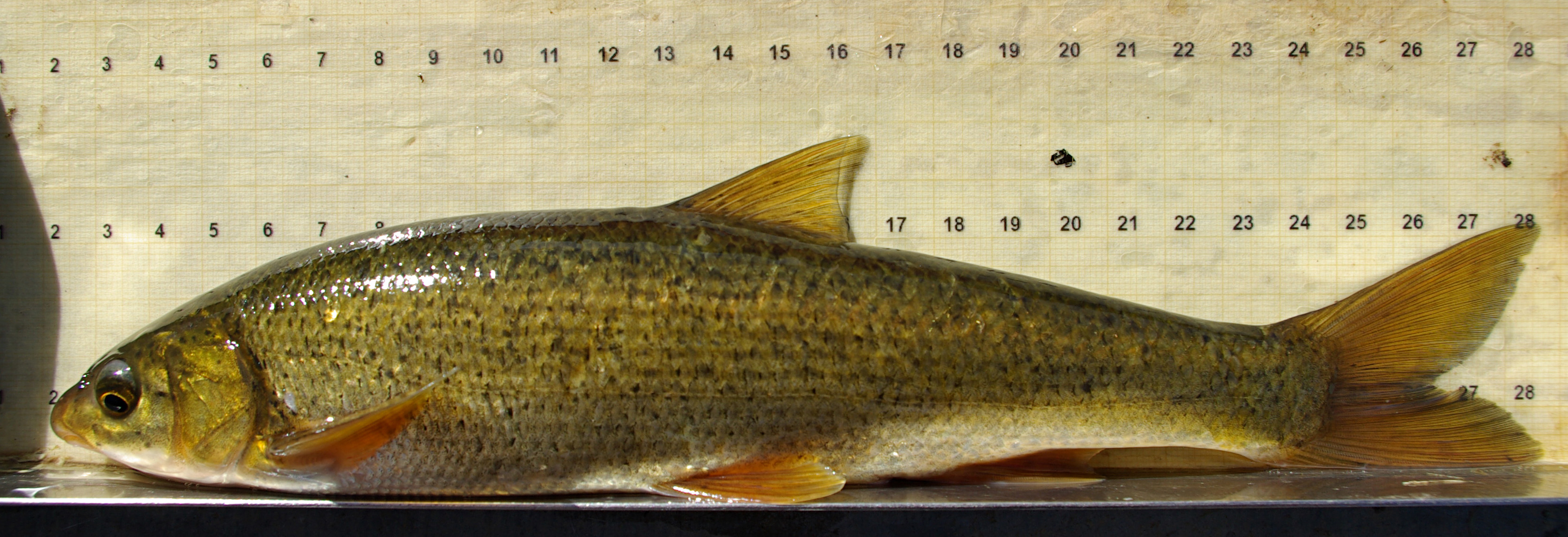
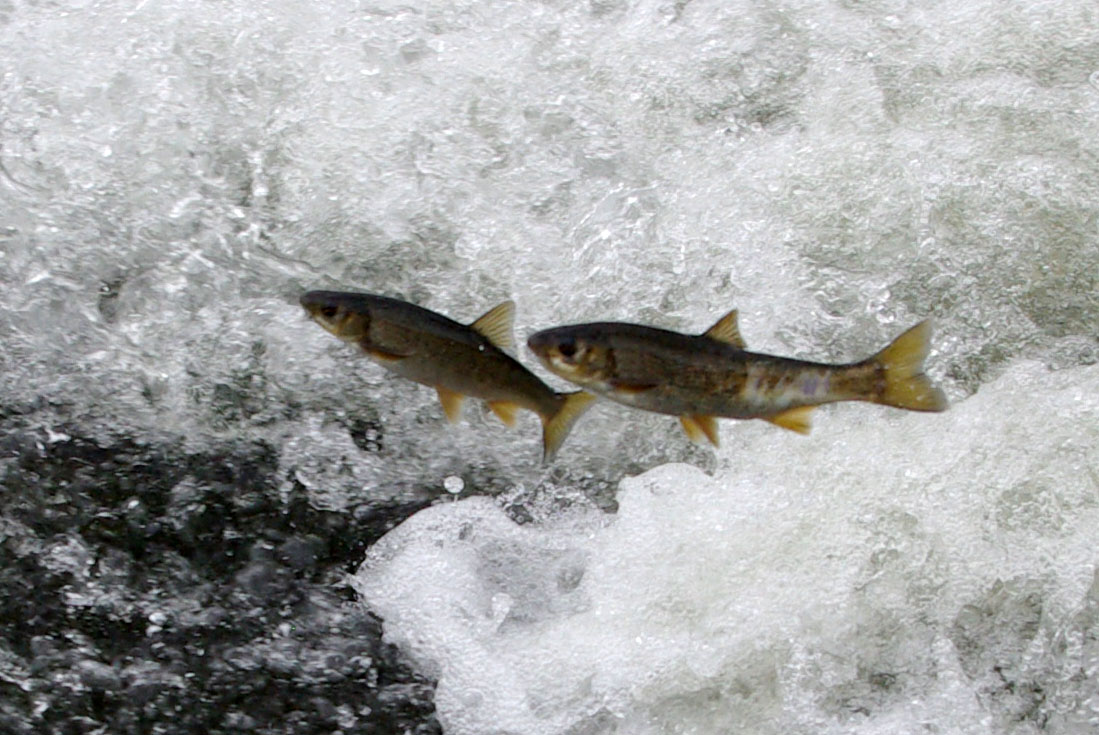
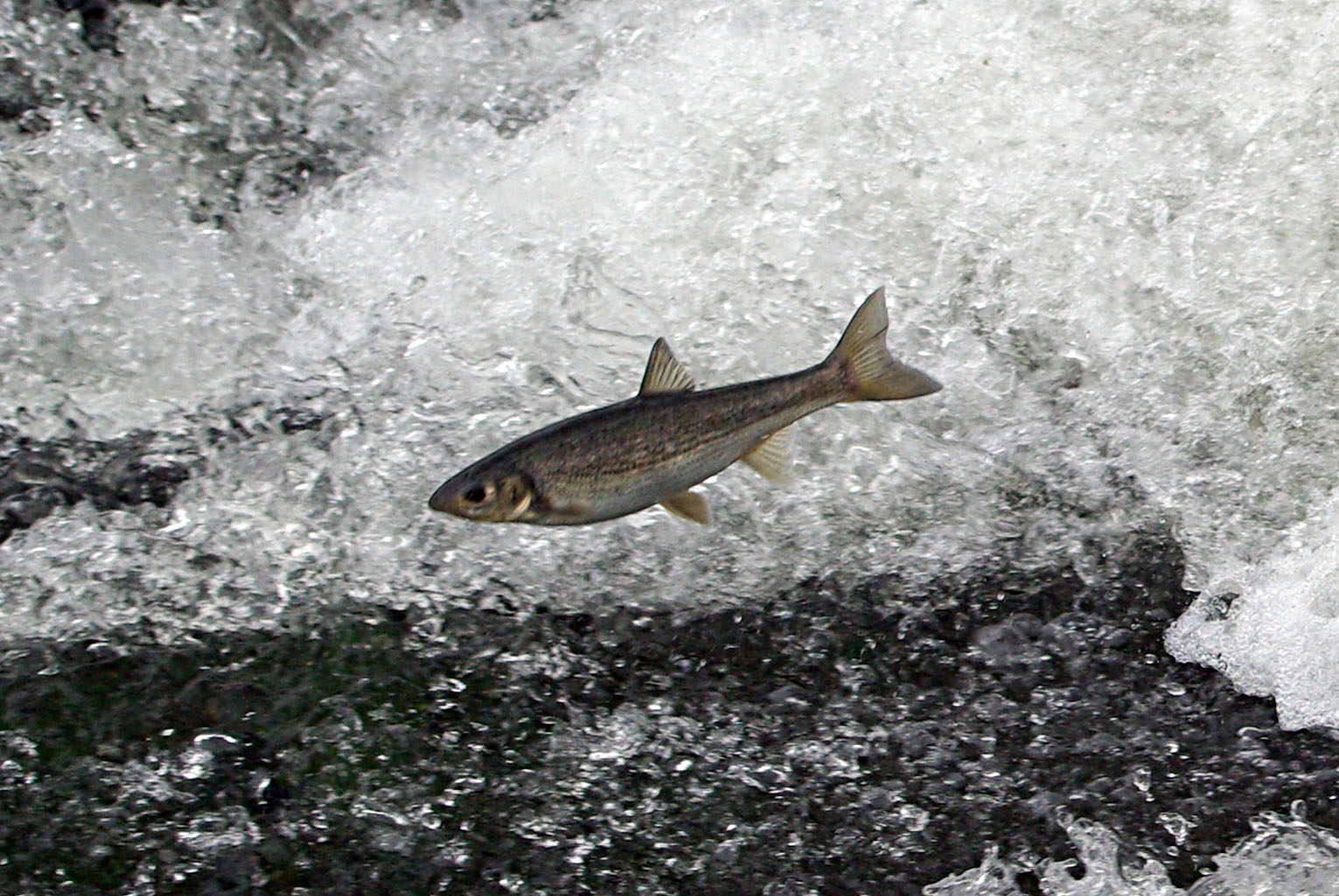

## Tham khảo

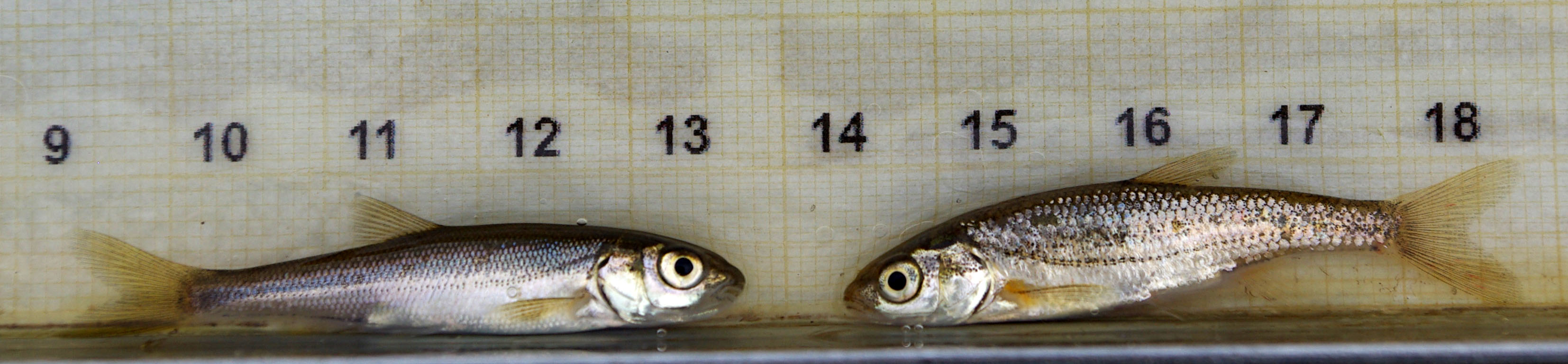
Comparison of Pseudochondrostoma duriense and Achondrostoma arcasii larvae